# Alfredo Lardelli
Alfredo Valerio Lardelli alias Alfredo Valerio Borgatte dos Santos (* 25. Juli 1956; † 21. Juli 2015 in Zürich) war ein Schweizer Unternehmer und dreifacher Mörder.

## Leben
Alfredo Lardelli wuchs in Zürich auf. 1989 wurde er, damals ein Immobilienhändler, wegen des am 13. Dezember 1985 im Würenlinger Ortsteil Siggenthal-Station begangenen Mordes an zwei Prostituierten und am Ehemann seiner damaligen Geliebten zu 20 Jahren Zuchthaus verurteilt. Im Gefängnis heiratete er eine Brasilianerin und nahm ihren Familiennamen Borgatte dos Santos an. Nach der Entlassung 1999 wegen guter Führung war Lardelli in den Medien stark präsent, so etwa im Tele M1, Tele Züri und im Schweizer Fernsehen, und mit einer sechsteiligen Serie in der Boulevardzeitung Blick.
Lardelli war nach eigenen Angaben «zu 30 Prozent als Rechtsberater, zu 30 Prozent als Immobilienhändler und zu 40 Prozent als Milieuconsultant» tätig. Er hat sein rechtliches Halbwissen auf autodidaktischem Weg erlernt.
Lardellis Absicht, in Wagen (Gemeinde Jona) einen Erotikclub zu eröffnen, führte zu rechtlichen Auseinandersetzungen. Unter anderem stand Lardelli vor Gericht, weil er einem Gegner seines Vorhabens mit dem Tod gedroht haben soll.
Auf Betreiben Lardellis wurde Ueli Maurer, der damalige Präsident der Schweizerischen Volkspartei (SVP), 2006 wegen Urkundenfälschung angeklagt. Maurer wurde freigesprochen.
Am 10. März 2010 verursachte Lardelli aus gesundheitlichen Gründen einen Verkehrsunfall. Mit seinem BMW durchbrach er in der Nähe des Bahnhofs Zürich Wiedikon ein Eisengeländer und stürzte das Bahnbord hinunter. Er wurde wegen Nichtbeherrschung des Fahrzeuges angeklagt.
Lardelli starb am 21. Juli 2015, vier Tage vor seinem 59. Geburtstag, an multiplem Organversagen infolge einer Krankheit im Universitätsspital Zürich. Er hinterliess seine dritte Ehefrau und vier Kinder.

## Dokumentation
- Hanspeter Bäni: Alfredo Lardelli – Mörder, Milieuberater, Machtmensch. Video in: Reporter vom 13. Dezember 2006 (26 Minuten)